# (4372) Quincy
(4372) Quincy est un astéroïde de la ceinture principale.

## Description
(4372) Quincy est un astéroïde de la ceinture principale. Il fut découvert le 3 octobre 1984 à Harvard par l'Observatoire Oak Ridge. Il présente une orbite caractérisée par un demi-grand axe de 2,93 UA, une excentricité de 0,12 et une inclinaison de 1,5° par rapport à l'écliptique.

## Compléments